# Сендін-да-Рібейра
Сендін-да-Рібейра (порт. Sendim da Ribeira; МФА: [sẽ.ˈdĩ dɐ ʁi.ˈbɐj.ɾɐ]) — парафія в Португалії, у муніципалітеті Алфандега-да-Фе. Розташована в північно-східній частині країни, на теренах історичної португальської провінції Трансмонтана. Входить до складу округу Браганса. За адміністративним поділом, чинним до 1976 року, терени парафії були складовою провінції Трансмонтана і Верхнє Дору. Належить до Брагансько-Мірандської діоцезії Католицької церкви. Патрон — Святий Дух. Площа — 14,7926 км². Населення — 92 ос. (2011). Слабо урбанізований регіон. Густота населення — 6,22 осіб/км²
. Код — 040112.

## Населення
| Кількість мешканців | Кількість мешканців | Кількість мешканців | Кількість мешканців | Кількість мешканців | Кількість мешканців | Кількість мешканців | Кількість мешканців | Кількість мешканців | Кількість мешканців | Кількість мешканців | Кількість мешканців | Кількість мешканців | Кількість мешканців | Кількість мешканців |
| ------------------- | ------------------- | ------------------- | ------------------- | ------------------- | ------------------- | ------------------- | ------------------- | ------------------- | ------------------- | ------------------- | ------------------- | ------------------- | ------------------- | ------------------- |
| 1864                | 1878                | 1890                | 1900                | 1911                | 1920                | 1930                | 1940                | 1950                | 1960                | 1970                | 1981                | 1991                | 2001                | 2011                |
| 281                 | 241                 | 224                 | 249                 | 287                 | 261                 | 323                 | 366                 | 355                 | 307                 | 282                 | 202                 | 128                 | 118                 | 92                  |